# Юсуп-Алан
Юсуп-Алан — деревня в Сабинском районе Татарстана. Входит в Юлбатское сельское поселение.
Расположена в 9-10 км к юго-востоку от посёлка Богатые Сабы.

## Климат
Климат умеренно континентальный. Код климата по классификации климатов Кёппена: Dfb. Среднегодовая температура воздуха 3,6 °C

## Известные выходцы
- Т. Г. Хазиахметов — заслуженный деятель искусств Республики Татарстан, автор флага Республики Татарстан.